# دستور ماليزيا
دستور ماليزيا دخل حيز التنفيذ في عام 1957، هو القانون الأعلى لماليزيا. أطلق على الاتحاد الماليزي في البداية اسم اتحاد الملايو، واعتمد اسمه الحالي ماليزيا عندما أصبحت ولايات صباح وسراوق وسنغافورة (المستقلة الآن) جزءًا من الاتحاد. ينص الدستور على أن الاتحاد ملكية دستورية يتولى فيها يانغ دي-برتوان أغونغ منصب رئيس الدولة الذي تكون أدواره شرفية إلى حد كبير. وينص على إنشاء وتنظيم ثلاثة فروع رئيسية للحكومة: الفرع التشريعي المكون من مجلسين والذي يسمى البرلمان والذي يتكون من مجلس النواب ومجلس الشيوخ، والسلطة التنفيذية بقيادة رئيس الوزراء ووزراء حكومته، والسلطة القضائية برئاسة المحكمة الاتحادية.

## المكونات
يتكون الدستور في شكله الحالي (1 نوفمبر 2010) من 15 جزءًا يحتوي على 230 مادة و13 جدولًا (بما في ذلك 57 تعديلاً).

### الأجزاء
- الجزء الأول: الولايات والدين وقانون الاتحاد.
- الجزء الثاني: الحريات الأساسية.
- الجزء الثالث: الجنسية.
- الجزء الرابع: الاتحاد.
- الجزء الخامس: الولايات.
- الجزء السادس: العلاقات بين الاتحاد والولايات.
- الجزء السابع: الأحكام المالية.
- الجزء الثامن: الانتخابات.
- الجزء التاسع: السلطة القضائية.
- الجزء العاشر: الخدمات العامة.
- الجزء الحادي عشر: السلطات الخاصة ضد التخريب والعنف المنظم والأفعال والجرائم المضرة بالسلطات العامة والطوارئ.
- الجزء الثاني عشر: عامة ومتنوعة.
- الجزء الحادي عشر: حماية إضافية لولايتي صباح وسراوق.
- الجزء الثالث عشر: أحكام مؤقتة وانتقالية.
- الجزء الرابع عشر: الادخار لسيادة الحكام، إلخ.
- الجزء الخامس عشر: الإجراءات المتخذة ضد حاكم الدولة والحكام.

### الجداول
فيما يلي قائمة بجداول الدستور.
- الملحق الأول: المواد 18 (1)، 19 (9): قسم طلبات التسجيل أو التجنس.
- الجدول الثاني: المادة 39: الجنسية بحكم القانون للأشخاص المولودين قبل يوم استقلال ماليزيا أو في أو بعده والأحكام التكميلية المتعلقة بالجنسية.
- الجدول الثالث: المادتان 32 و33: انتخاب حاكم الدولة وتيمبالان يانغ دي بيرتوان أجونغ.
- الجدول الرابع: المادة 37: قسم منصب يانغ دي بيرتوان أغونغ وتيمبالان يانغ دي بيرتوان أجونغ
- الجدول الخامس: المادة 38 (1): مجلس الحكام.
- الجدول السادس: المواد 43 (6)، 43 ب (4)، 57 (1 أ) (أ)، 59 (1)، 124، 142 (6): أشكال القسم والتأكيدات.
- الجدول السابع: مادة 45: انتخاب أعضاء مجلس الشيوخ.
- الجدول الثامن: مادة 71: أحكام يجب إدراجها في دساتير الولايات.
- الجدول التاسع: المادتان 74، 77: القوائم التشريعية.
- الجدول العاشر: المواد 109، 112 ج، 161 ج (3): المنح ومصادر الإيرادات المخصصة للولايات.
- الجدول الحادي عشر: المادة 160 (1): أحكام مرسوم التفسير والأحكام العامة لعام 1948 (مرسوم اتحاد الملايو رقم 7 لعام 1948)، المطبق لتفسير الدستور.
- الجدول الثاني عشر: أحكام اتفاقية اتحاد مالايا لعام 1948 كما طُبقت على المجلس التشريعي بعد يوم الاستقلال (ملغي).
- الجدول الثالث عشر: المواد 113، 116، 117: الأحكام المتعلقة بترسيم حدود الدوائر الانتخابية.

## نصوص الدستور

### الحريات الأساسية
تحدد الحريات الأساسية في المواد من 5 إلى 13 من دستور ماليزيا.
- المادة 5: لا يجوز حرمان أي شخص من حريته إلا في تطبيق القانون. لا يجوز سجن أي شخص دون محاكمة (أمر إحضار). يحق لأي شخص إبلاغه بأسباب اعتقاله وأن يمثله قانونًا محامٍ من اختياره. لا يجوز احتجاز أي شخص لأكثر من 24 ساعة دون موافقة قاضي التحقيق.
- المادة 8: الناس سواسية أمام القانون ولهم الحق في نفس الحماية. يجب ألا يكون هناك تمييز على أساس الدين أو العرق أو النسب أو الجنس أو مكان الميلاد في منح وظيفة في الإدارة العامة، وفي اكتساب العقارات، وفي إنشاء شركة أو في ممارسة مهنة ما لم ينص الدستور صراحة على استثناءات. تحدد المادة 153 هذه الاستثناءات: فهي أحكام العمل الإيجابي لصالح الملايو (المعرّفين بالمسلمين الماليزيين) والشعوب الأصلية في صباح وساراواك.
- تتناول المادة 10 حرية الكلام والتجمع وتكوين الجمعيات.[2]
- تحدد المادة 11 أنه يمكن لكل شخص اعتناق وممارسة دينه. لكن يحظر التبشير لديانات أخرى مع المسلمين، ومن ناحية أخرى يمكن للمسلم دعوة غير مسلم.

### السلطات التشريعية والتنفيذية
ماليزيا مملكة برلمانية فيدرالية. يعد الملك الماليزي (يانغ دي بيرتوان أغونغ)، الذي يعد دوره رمزيًا بشكل أساسي، واحدًا من تسعة رؤساء وراثيين لتسع ولايات في شبه الجزيرة الماليزية. يتم انتخابه لمدة 5 سنوات في رئاسة دورية من قبل أقرانه، حكام الولايات الأربعة غير بقيادة السلاطين ورئيس الوزراء. يتم انتخاب مجلسين على المستوى الاتحادي. يتكون مجلس النواب «ديوان راكيات» من 222 نائبًا ينتخبوا لمدة خمس سنوات لأول مرة بعد المنصب في جولة واحدة. يتألف مجلس الشيوخ «ديوان نيجارا» من 70 عضوًا لمدة 5 سنوات بما في ذلك 26 عضوًا يتم انتخابهم بمعدل عضوين في مجلس الشيوخ لكل ولاية و44 نائبًا، دون دور التمثيل الإقليمي، يتم تعيينهم من قبل الملك، بما في ذلك 40 عضوًا مع بموافقة رئيس الوزراء. السلطات التشريعية لمجلس الشيوخ محدودة.
يعين الملك رئيس الوزراء الذي يتم اختياره من حزب الأغلبية.
لكل ولاية في ماليزيا مجلسها التشريعي الخاص بها. وتتكون من أعضاء منتخبين بالاقتراع العام لمدة 5 سنوات. يلعب حاكم الولاية المعين من قبل ملك ماليزيا دورًا رمزيًا بشكل أساسي ولكنه مسؤول عن تعيين رئيس وزراء الولاية. هذا ويشكل حكومة تنفيذية. يتم تقسيم السلطات التشريعية والتنفيذية والقضائية في ماليزيا بين الهيئات الفيدرالية والهيئات الحكومية. يحدد الملحق التاسع من الدستور مجالات الاختصاص التشريعي والحصري أو المشترك بين الاتحاد والولايات. تقع العلاقات الدولية والدفاع والأمن الداخلي والعدالة والمواطنة والتعليم والمالية والصحافة والرقابة ضمن الاختصاص الوحيد للبرلمان الاتحادي. في حالة وجود تعارض بين القانون الاتحادي وقانون الولايات الاتحادية يسود القانون الاتحادي. تتعلق صلاحيات سلطات الدولة على وجه الخصوص بإدارة الأراضي، والإدارة المحلية، والأشغال العامة، بينما تقع مسؤولية إدارة المياه والإسكان على عاتق السلطات الفيدرالية أو الإقليمية حسب الحالة. صباح مع سراوق هما الولايتان الوحيدتان اللتان لديهما محكمة عدل عليا بدون سلطة على القرارات المطبقة بموجب الشريعة الإسلامية.

### السلطة القضائية
النظام القضائي في ماليزيا محدد في المادة 121 من الدستور. يشرف عليها بترتيب هرمي تصاعدي من قبل المحكمة العليا في ماليزيا والمحكمة العليا في صباح وسرواق، ثم محكمة الاستئناف، وأخيرًا المحكمة الفيدرالية. لا تتمتع المحاكم العليا بالولاية القضائية على القرارات الصادرة عن محاكم الشريعة الإسلامية (التعديل الدستوري الذي أدخل عام 1988).

### مواد أخرى
- المادة 3: الإسلام هو الدين الرسمي لماليزيا وعلى هذا النحو يمكن للولايات أن تضع قوانينها الخاصة التي تطبق الشريعة الإسلامية في مجال الشؤون الشخصية والعائلية.
- المادة 19 ؛ تُكتسب الجنسية الماليزية بأربع طرق: عن طريق الاكتساب عند الولادة بالنسب، وبموجب مرسوم، وبالتجنس، وعملية دمج الإقليم في ماليزيا. يمكن للمواطن غير الماليزي الحصول على الجنسية إذا كان عمره أكثر من 21 عامًا، إذا كان قد أقام 10 سنوات على الأقل في ماليزيا في العام الذي يسبق تقديم الطلب، إذا كان لديه معرفة جيدة باللغة الماليزية، إذا كان يتمتع بشخصية طيبة وإذا كان ينوي الإقامة في ماليزيا.

## وصلات خارجية
- نص الدستور كامل باللغة العربية